# Monopool (natuurkunde)

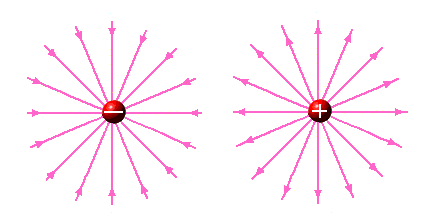
Veldlijnen van elektrische monopolen (puntladingen)

Onder een monopool wordt in de natuurkunde verstaan één enkele pool, zoals een elektrische puntlading. Het woord monopool (met de klemtoon op de eerste lettergreep) komt van het Oudgriekse μόνος (monos), „alleen” en het eveneens Griekse πόλος (pólos), „as”.

## Veldentheorie
Het woord monopool wordt voornamelijk gebruikt in de veldentheorie, en wel voor de eerste term in de multipoolontwikkeling (Legendre-polynoom) van een ingewikkelder veld.
Net zoals een willekeurige muziekklank door middel van een Fourierreeks in een superpositie van een reeks zuivere tonen (harmonischen) kan worden ontwikkeld, kan een willekeurig veld door middel van multipoolontwikkeling (Legendre-polynoom) worden ontleed in een lineaire combinatie van een of meer monopolen, dipolen, quadrupolen, octupolen, enzovoort. Net zoals bij de tonen in de muziek niet elke mogelijke harmonische ook daadwerkelijk hoeft voor te komen, kunnen in een multipoolontwikkeling van een concreet veld bepaalde termen ontbreken. Zo zijn magnetische monopolen nog nooit waargenomen. Magnetische monopolen worden wel als hypothetische deeltjes beschouwd.
Het wellicht bekendste voorbeeld van een monopool is één enkele elektrische lading. Maar ook op andere terreinen komen monopolen voor, bijvoorbeeld in temperatuurverdelingen, drukverdelingen, dichtheidsverdelingen, en dergelijke.

## Andere toepassingen van de term
Een bepaald type antenne, dat te beschouwen is als een soort „halve dipool”, wordt ook wel monopoolantenne genoemd. De eveneens gebruikte term halve dipool is hier echter juister, omdat deze antenne in feite de richtingskarakteristiek van een dipoolantenne heeft. Een echte monopoolantenne zou in alle richtingen even sterk moeten stralen.